# Brewster SB2A Buccaneer
Il Brewster SB2A Buccaneer era un monomotore ad ala media destinato al ruolo di cacciabombardiere sviluppato dall'azienda statunitense Brewster Aeronautical Corporation.

## Storia del progetto
Nel dicembre 1938 il Bureau of Aeronautics (BuAer), il dipartimento della United States Navy deputato alla gestione del materiale e tecnologia della propria componente aerea, emise una specifica per la fornitura di un nuovo velivolo, designato SB (scout-bomber, ricognitore-bombardiere). L'ufficio tecnico della Brewster rielaborò il precedente velivolo Model 40 (XSBA-1) traendone il progetto B-340. Si trattava di un monoplano equipaggiato con un motore radiale, dotato di linee moderne, simile al contemporaneo Curtiss SB2C Helldiver.  Il 4 aprile 1939 venne ordinata la produzione di un prototipo, designato XSB2A-1 che volò per la prima volta il 17 giugno 1941.  La linea di produzione venne allestita presso lo stabilimento di Johnsville (Pennsylvania), ed il velivolo suscitò l'interesse di numerose aviazioni estere.
In base alla legge affitti e prestiti la British Purchasing Commission selezionò il velivolo per l'adozione presso la Fleet Air Arm, emettendo un ordine di acquisto relativo a 750 aerei designati Bermuda Mk.I. Ulteriori 162 esemplari vennero ordinati dal governo olandese per equipaggiare la Militaire Luchtvaart van het Koninklijk Nederlandsch-Indisch Leger. A causa dell'invasione giapponese nessuno di essi fu mai consegnato.

## Tecnica
Il Brewster SB2A era un monoplano monomotore, dalla struttura interamente metallica. L'ala  era in posizione mediana, posizionata in corrispondenza della cabina di pilotaggio. Essa ospitava, allineati, i due membri dell'equipaggio. Oltre al pilota, era presente un mitragliere/puntatore. I piani di coda erano di tipo classico con gli stabilizzatori orizzontali situati alla base della deriva.
Il carrello d'atterraggio era di tipo triciclo posteriore. Le gambe principali si ritraevano all'interno della struttura alare con movimento laterale diretto verso l'interno, mentre il ruotino di coda, sterzabile, rimaneva all'esterno. All'estremità posteriore della fusoliera era presente il gancio d'arresto per l'appontaggio sulle portaerei.
Il propulsore impiegato era un radiale Wright R-2600-8 Cyclone 14 a 14 cilindri a doppia stella, raffreddato ad aria. La potenza erogata era pari a 1 700  hp (pari a circa 1 268 kW), ed azionava un'elica tripala metallica a passo variabile in volo.
L'armamento difensivo si basava su quattro mitragliatrici Browning M1919 calibro .30 in (7,62 mm) installate due per semiala. Due mitragliatrici Browning M2 calibro .50 in (12,7 mm) brandeggiabili posteriormente, erano in una postazione difensiva completamente chiusa. Il carico offensivo massimo trasportabile all'interno della stiva ventrale era pari a 450 kg.

## Impiego operativo
Il primo ordine di produzione relativo a 140 velivoli venne emesso dall'US Navy il 24 dicembre 1940. Ulteriori 162 esemplari furono acquisiti dall'US Navy rilevando gli esemplari della commessa olandese. Tali aerei ricevettero la designazione di SB2A-4. Durante l'impiego operativo gli aerei diedero una cattiva prova, rivelandosi molto inferiori come prestazioni al concorrente Curtiss SB2C Helldiver. Gli esemplari consegnati all'US Navy svolsero solamente attività addestrativa e sperimentale presso lo Squaron VS-5 di China Lake. Altri esemplari furono dati in dotazione allo Squadron VFM(N)-531 dell'U.S. Marine Corps per l'addestramento alla caccia notturna. Tutti i velivoli superstiti vennero radiati dal servizio entro l'estate del 1944.

### Australia
Verso la metà del 1941 la Royal Australian Air Force emise un requisito per l'acquisto di 240 esemplari della versione Bermuda Mk.I, con cui equipaggiare 11 squadron operativi. A causa dei problemi emersi durante i collaudi operativi dei velivoli, nel mese di novembre l'ordine fu annullato a favore dell'acquisizione del Vultee A-31 Vengeance.

### Regno Unito
La Royal Air Force acquistò 468 esemplari di una versione basata sull'SB2A-1, che ebbe la designazione Bermuda Mk.I. I primi velivoli furono consegnati al centro sperimentale Aeroplane and Armament Experimental Establishment (A&AEE) di Boscombe Down nel luglio 1942. Durante i collaudi militari emersero numerosi problemi: il velivolo si rivelò sottopotenziato, di difficile pilotaggio, e dotato di scarsa maneggevolezza. Le autorità britanniche lo giudicarono del tutto inadatto al servizio operativo. I velivoli consegnati furono destinati all'addestramento ed al traino bersagli. Cinque velivoli dotati di motore Cyclone 14 vennero forniti per valutazione alla Fleet Air Arm della Royal Navy sotto la designazione Model B-340. Quattro furono utilizzati come bombardieri in picchiata, ed uno come traino bersagli.

## Versioni
- XSB2A-1 Buccaneer: un prototipo (Model 340-7) dotato di motore radiale Wright R-2600-8 Cyclone 14, da 1 700 hp.
- XSB2A-2: versione (Model 340-20) di produzione iniziale senza ali ripiegabili e con armamento modificato, realizzata in 80 esemplari.
- SB2A-3: seconda versione (Model 340-26) di produzione, dotata di ali ripiegabili e gancio d'arresto per l'impiego su portaerei, realizzata in 60 esemplari.
- SB2A-4: terza versione (Model 340-17) di produzione, realizzata in 162 esemplari. Si trattava degli esemplari olandesi requisiti.
- A-34 Bermuda: designazione amministrativa usata dall'US Army per designare gli esemplari destinati all'esportazione in Gran Bretagna.[9]
- Bermuda Mk.1: versione (Model 340-14) di produzione per la Gran Bretagna, senza torretta difensiva posteriore sostituita da una singola mitragliatrice su affusto brandeggiabile. Originariamente ordinata in 750 esemplari, ne furono costruiti 468.[9][10]
- Brewster R-340: designazione dell'United States Army Air Force per i Bermuda Mk.I destinati alla Gran Bretagna. Non consegnati e usati come cellule per l'addestramento a terra.

## Utilizzatori
Canada

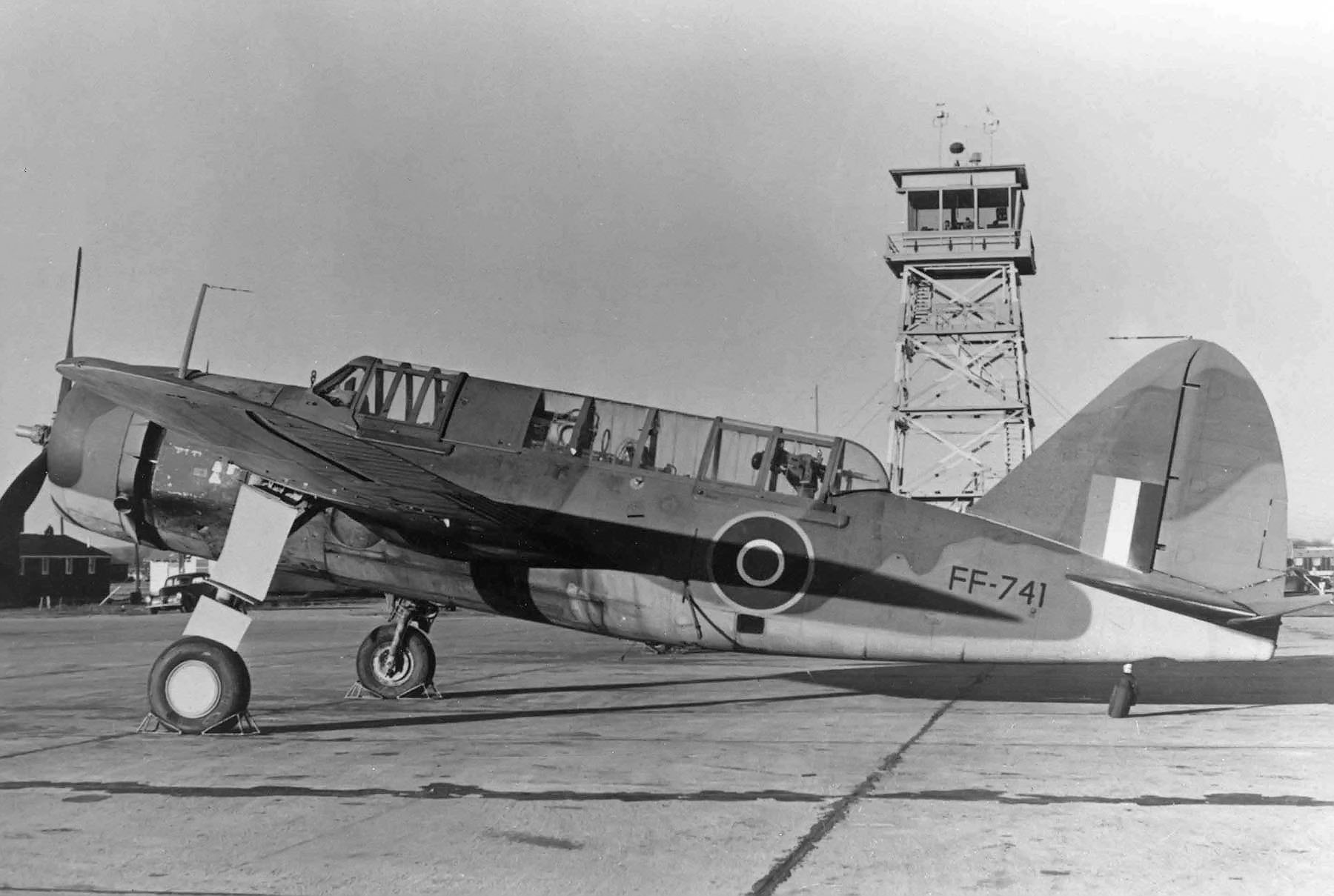
Un Bermuda Mk.I della Royal Air Force a terra.

- Royal Canadian Air Force: la Royal Canadian Air Force ebbe 3 Bermuda Mk.I per valutazione. Al termine delle prove furono usati per l'addestramento a terra.

 Stati Uniti
- United States Navy
- United States Army Air Corps
- United States Marine Corps

 Regno Unito
- Royal Air Force
- Fleet Air Arm

## Esemplari sopravvissuti

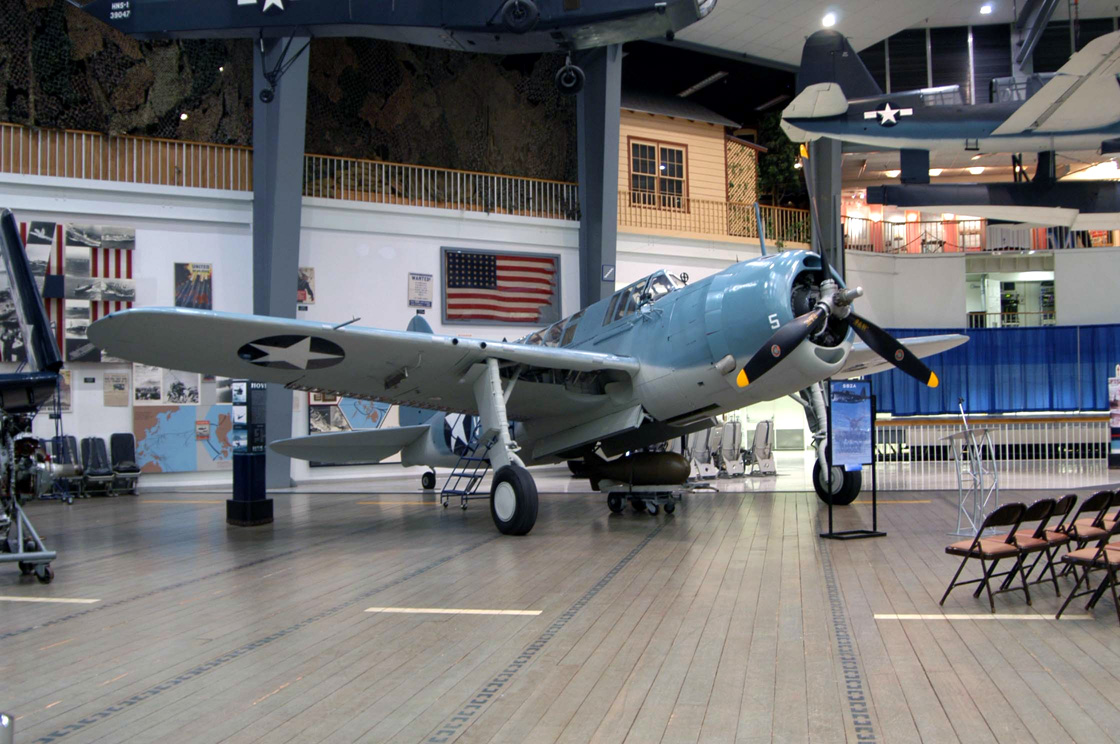
L'esemplare di SB2A-4 esposto al National Museum of Naval Aviation.

Attualmente è nota l'esistenza di due esemplari di Brewster A-34. Il primo è esposto, sotto le insegne di un SB2A-4 Buccaneer, presso il National Museum of Naval Aviation situato sulla Naval Air Station Pensacola, Florida. Un altro velivolo risulta immagazzinato presso il Pima Air and Space Museum di Tucson, Arizona.

### Periodici
- Nico Sgarlato, Gli aerei da attacco Brewster, in Aerei nella Storia, vol. 74, ottobre/novembre 2010,  pp. 27-33, ISSN 1591-1071 (WC · ACNP).